# Sliver (Film)
Sliver (dt. Titelzusatz Gier der Augen) ist ein US-amerikanischer Spielfilm aus dem Jahr 1993. Die Handlung basiert auf dem Roman Sliver von Ira Levin aus dem Jahr 1991. Der Regisseur war Phillip Noyce, die Hauptrollen spielten Sharon Stone, William Baldwin und Tom Berenger.

## Handlung
Die frisch geschiedene Lektorin Carly Norris zieht in die 20. Etage eines vornehmen, wegen seiner Schmalheit als „Sliver“ (Splitter) bezeichneten Wohnhochhauses in der 38. Straße an der East Side im New Yorker Stadtteil Manhattan. Sie lernt ihre Nachbarn kennen, darunter den Grafiker Zeke Hawkins, den Schriftsteller Jack Lansford, das Callgirl Vida und den Professor Gus. Sie erfährt, dass sie eine bemerkenswerte Ähnlichkeit mit Naomi Singer hat, der Vormieterin ihrer Wohnung, die kürzlich durch einen Sturz vom Balkon zu Tode kam. Im Zeitungsarchiv findet sie heraus, dass es im Haus weitere Todesfälle gab. Etwas später bekommt sie von einem Unbekannten ein Geschenk – ein Fernrohr, mit dem sie die Bewohner der umliegenden Häuser beobachten kann.
Carly lernt auf einer Party den Nachbarn Zeke Hawkins kennen, der bald zu ihrem Liebhaber wird. Nach einer gemeinsamen Nacht offenbart er ihr, der Besitzer des Hauses zu sein. Es stellt sich heraus, dass er im Hochhaus zahlreiche versteckte Überwachungskameras hat installieren lassen und die Mieter selbst in intimsten Situationen heimlich beobachtet.
Zugleich wird Carly mehrmals von Jack belästigt, welcher ständig versucht, sie vor Zeke zu warnen. Gus und Vida sterben in den nächsten Tagen unter verdächtigen Umständen. Bei einer Auseinandersetzung wird Jack von Carly in ihrer eigenen Wohnung erschossen. Von einem von Zekes Videobändern erfährt Carly anschließend, dass Naomi von Jack ermordet wurde. Jack war eifersüchtig auf Zeke, da dieser eine sexuelle Beziehung zu Naomi hatte.
Carly wird wütend auf Zeke, da er die Beweise für Naomis Mord bewusst zurückgehalten hat, und eifersüchtig auf seine Beziehungen zu den anderen Frauen. Sie zerschießt sämtliche Monitore. Der Film endet mit ihren Worten „Fang endlich an zu leben“, Originalzitat: „Get a life“.

## Kritiken
Sliver erhielt ein schlechtes Presseecho, was sich auch in den Auswertungen US-amerikanischer Aggregatoren widerspiegelt. So erfasst Rotten Tomatoes größtenteils kritische Besprechungen und ordnet den Film dementsprechend als „Gammelig“ ein. Laut Metacritic fallen die Bewertungen im Mittel „Grundsätzlich Ablehnend“ aus.
James Berardinelli bezeichnete auf ReelViews die Verfilmung, die zahlreiche Elemente der Romanvorlage von Ira Levin veränderte, als eine „Metzgerarbeit“. Er kritisierte die Darstellung von Sharon Stone als emotional zu wenig differenziert, die von William Baldwin als „fade“, die von Tom Berenger als „langweilig“. Berardinelli schrieb, der Film würde wegen der „aufdringlichen“ Musik und des „verwirrenden“ Schnitts wie die MTV-Produktionen wirken sowie zu den schlechtesten Filmen des Jahres 1993 gehören.

„Ausschließlich an der sensationellen Perspektive des Voyeurismus interessierter Film, der in erotischen und kriminalistischen Platitüden und Klischees erstickt.“

William Baldwin gewann im Jahr 1994 für seine Rolle den Filmpreis MTV Movie Award, Sharon Stone und der Song Can’t Help Falling in Love wurden für den MTV Movie Award nominiert. Andererseits erhielt der Film 1994 sieben Nominierungen für den Negativpreis Goldene Himbeere: William Baldwin, Sharon Stone, Tom Berenger und Colleen Camp als Schauspieler, Phillip Noyce für die Regie, Joe Eszterhas für das Drehbuch und Robert Evans für den Schlechtesten Film.

## Weiterführende Informationen
Literatur
- Ira Levin: Sliver. Deutsch von Klaus Fröba. Goldmann, München 2002, ISBN 3-442-55286-9.
- Gebhard Hölzl, Thomas Lassonczyk: Sharon Stone. Mit „Basic Instinct“ zum Erfolg. Heyne, München 1995, ISBN 3-453-06551-4, S. 124–134, 230–232.

Belege
1. 1 2  Sliver. In: Rotten Tomatoes. Fandango, abgerufen am 27. Dezember 2024 (englisch, aggregiert aus 28 Kritiken).
2. 1 2  Sliver. In: Metacritic. Abgerufen am 27. Dezember 2024 (englisch, aggregiert aus 21 Kritiken).
3. 1 2  Sliver. In: Lexikon des internationalen Films. Filmdienst, abgerufen am 29. Oktober 2019.
4. ↑  Paul Brenner: Sliver (Memento vom 21. Oktober 2019 im Internet Archive) bei AllMovie (englisch)
5. ↑  Datenbankabfrage bei cinemascore.com
6. 1 2  Kritik von James Berardinelli, ReelViews, 1993. „bland […] intrusive […] distracting“